# كفرة (أعزاز)
كفرة قرية سوريّة تتبع إداريّاً لمحافظة حلب منطقة أعزاز ناحية صوران، بلغ تعداد سكانها 2,859 نسمة حسب التعداد السكاني لعام 2004.